# Gyrithe Lemche
Ellen Gyrithe Lemche née Frisch (17 avril 1866–3 février 1945) est une écrivaine danoise, militante des droits des femmes et historienne. Elle joue un rôle central au sein de la Société des femmes danoises (Dansk Kvindesamfund), contribuant à inclure le droit de vote des femmes dans la constitution,. Elle est la cofondatrice de la Historisk-Topografisk Selskab pour Lyngby-Tårbæk en 1927.

## Biographie

### Jeunesse
Née à Copenhague le 17 avril 1866, Ellen Gyrithe Frisch, ses parents sont  le directeur d'école Hartvig Frisch et Elisabeth Alexandra Mourier. Le 19 juillet 1893, elle épouse le médecin Johan Henrich Lemche.
Ellen Gyrithe passe ses premières années dans le Store Kongensgade Copenhague avant de déménager avec sa famille à Kongens Lyngby où vivent ses grands-parents maternels. Comme ses trois frères et sœurs, elle fait ses études à la maison, puis a fréquenté l'École Zahle. Dès son inscription, elle commence à étudier l'allemand à l'Université de Copenhague mais abandonne, découragée par les hommes de son entourage. Elle travaille alors comme enseignante dans l'école de son père jusqu'à son mariage en 1893. Elle se consacre par la suite à l'écriture, confiant ses enfants aux soins de son mari et du personnel de maison.

### Carrière d'écrivaine
Son premier livre, le roman semi-biographique Soedtmanns Jomfruer, retrace l'histoire des habitants de Lyngby de l'époque médiévale à nos jours. Son intérêt pour l'histoire locale l'amenée à fonder la société historique de Lyngby-Tårbæk (Historisk-Topografisk Selskab forLyngby-Tårbæk ) en 1927. En 1899, elle publie Folkets Synder qui traite de la sexualité des femmes. Son œuvre la plus conséquente est le roman familial Edwardsgave, publié en cinq volumes de 1900 à 1912, se déroulant au XVIIIe siècle. Elle publié De Fyrstenberg Bønder (1905), qui présente la vie des agriculteurs de Gentofte aux XVIIIe et XIXe siècles.

### Militantisme pour les droits des femmes

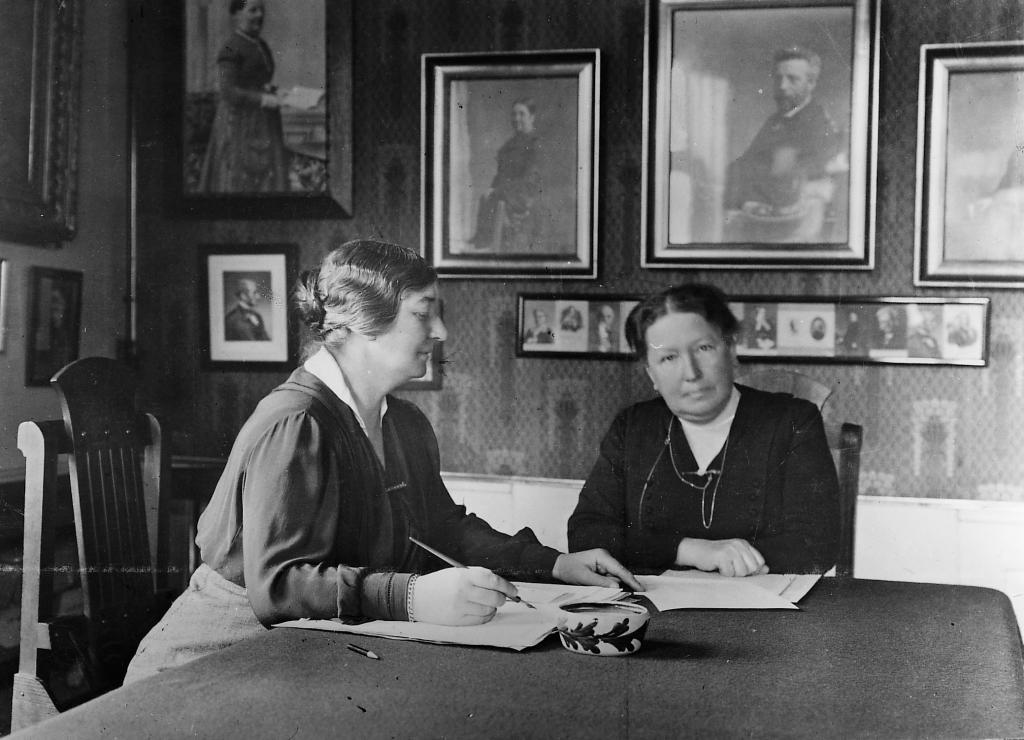
Gyrithe Lemche et Julie Arenholt en 1922.

En 1906, sa sœur aînée Vibeke Salicath, qui est membre du conseil d'administration de la Société des femmes danoises, invite Lemche à la convention nationale de la société. En 1910, Elle est nommée au conseil d'administration et, sous la présidence d'Astrid Stampe Feddersen. Son discours de 1912 appelle à des réformes de la constitution afin de permettre aux femmes de voter. L'amendement entre dans la constitution en 1915. Lemche rédige le journal de la société Kvinden og Samfundet (Femme et société) de 1913 à 1919. Elle se retire de la présidence de la Société des femmes en 1918, pour être remplacée par Julie Arenholt, et elle reste active dans l'organisation, devenant membre honoraire en 1944.
Lemche décrit son parcours de militante féministe dans son roman semi-autobiographique en trois volumes Tempeltjenere (1926-1928). Elle est présidente de l'association féministe Kvindernes Bygning de 1916 à 1929, et siège au conseil d'administration de la Dansk Forfatterforening (Société des auteurs danois).

### Fin de vie
Gyrithe Lemche est décédée le 3 février 1945 à Lyngby. Elle est enterrée au cimetière Assistens de Lyngby.

## Prix et distinctions
Parmi les nombreuses récompenses qu'elle a reçues pour son travail figurent la bourse Tagea Brandt Rejselegat (1927) et la médaille  Ingenio et Arti (1934).